# Hyles centralasiae
Hyles centralasiae és una espècie de lepidòpter ditrisi de la família dels esfíngids (Sphingidae). Es distribueix des del nord-est de l'Iran, sud de Turkmenistan, est de l'Uzbekistan, sud del Kazakhstan, Tajikistan i Kirguizstan fins al nord i l'est de l'Afganistan i el nord de Xinjiang, Xina, sempre en hàbitats muntanyosos, entre els 1.000 i 2.500 m d'altitud.
L'imago té una envergadura entre els 65 i els 70 mm i sembla un exemplar pàl·lid de Hyles euphorbiae. L'eruga pot arribar als 80 mm i s'alimenta principalment de Eremurus, especialment de Eremurus anigapterus, Eremurus ambigens, Eremurus olgae i, a l'Afganistan, de Eremurus stenophyllus; també pot observar-se sobre Asphodelus i Asphodeline.